# Daniel Radcliffe
Daniel Jacob Radcliffe (født 23. juli 1989) er en engelsk skuespiller, bedst kendt for sin rolle som Harry Potter i filmene baseret på bogserien af samme navn af J.K. Rowling. 

## Karriere
Som ti-årig udtrykte Daniel Radcliffe sit ønske om at spille skuespil. I december 1999 fik han sin debut i BBC's tv-version af Dickens roman David Copperfield, hvor han spillede hovedpersonen som ung dreng.
I august 2000, efter at have været til flere auditions, blev han udvalgt til sin til dato bedst kendte rolle; Harry Potter i storfilmatiseringerne af de populære bøger af J.K. Rowling. Radcliffe havde dog sin filmdebut i 2001 med en birolle i The Tailor of Panama, men den første Harry Potter film, Harry Potter og De Vises Sten, blev udgivet snart efter.
Radcliffe har spillet med i otte af Harry Potter fortsættelserne: Harry Potter og Hemmelighedernes Kammer (2002), Harry Potter og Fangen fra Azkaban (2004), Harry Potter og Flammernes Pokal (2005), Harry Potter og Fønixordenen (2007), Harry Potter og Halvblodsprinsen (2009), Harry Potter og Dødsregalierne - del 1 (2010) og Harry Potter og Dødsregalierne - del 2 (2011).
Radcliffe har brudt ud af sin Harry Potter-rolle flere gange. I 2002 var han gæst i West End produktionen The Play What I Wrote instrueret af Kenneth Branagh som spillede sammen med Radcliffe i Harry Potter og Hemmelighedernes Kammer. I 2006 spillede han med i tv-serien Extras, som en parodi på sig selv. 
Efter at have stået model for kunstneren Stuart Pearson Wright som 14-årig, blev Radcliffe den yngste ikke-kongelige, som nogensinde har fået et eget portræt i Englands National Portrait Gallery. 13. april 2006 blev hans portræt afsløret som en del af en ny udstilling, som åbnede på Londons Royal National Theatre,  men blev derefter flyttet til National Portrait Gallery, hvor det hænger i øjeblikket.

## Personligt
Daniel, født i Fulham, London, er den eneste søn af Alan Radcliffe og Marcia Gresham. De har to hunde ved navn Binka og Nugget. 
Daniel er kærester med skuespillerinden Erin Darke, de mødtes under sættet til  filmen Kill Your Darlings fra 2013. Han bor delvist i London og New York.  
Radcliffe har tidligere gået på Sussex House School og går i øjeblikket på den offentlige City of London School, hvor han udelukkende modtog gode karakterer i de tre AS-levels han tog i 2006, og vil nu tage en pause fra uddannelsen i 2006/07 for at fokusere på sin skuespillerkarriere.
Radcliffe spiller basguitar (han blev oplært af Gary Oldman) og er fan af punk rock musik og flere bands fra Sex Pistols til Arctic Monkeys. Udover at være fan af Fulham Football Club, fulgte Radcliffe også meget med i Formel 1. Under optagelser kan han finde på at spille bordtennis og computerspil med sine skuespillerkollegaer for at få tiden til at gå. 
Med en personlig formue på 23 millioner£ er Radcliffe Storbritanniens rigeste teenagere. Han skal angiveligt have tjent omkring 150.000£ på den første Harry Potter film, omkring 5,6 millioner £ på den fjerde film, og forventes at tjene mere end 8 millioner £ på den næste film, Harry Potter og Fønixordenen. Radcliffe har støttet flere velgørenhedsorganisationer, deriblandt Demelza House Children's Hospice, som han har bedt fans om at donere til i stedet for at sende ham fødselsdagsgaver.

## Filmografi og tv
| Medie        | Projekt                                                    | År   | Person                  | Bemærkninger                 | Alder |
| ------------ | ---------------------------------------------------------- | ---- | ----------------------- | ---------------------------- | ----- |
| Film         | Beast of Burden                                            | 2018 | Sean                    |                              | 28 år |
| TV           | Miracle Workers                                            | 2018 | Craig                   |                              | 28 år |
| Film         | Jungle                                                     | 2017 | Yossi Ghinsberg         |                              | 28 år |
| Teaterstykke | National Theatre Live: Rosencrantz & Guildenstern Are Dead | 2017 | Rosencrantz             |                              | 27 år |
| Film         | Swiss Army Man                                             | 2016 | Manny                   |                              | 27 år |
| Film         | Imperium                                                   | 2016 | Nate Foster             |                              | 27 år |
| Film         | Now You See Me 2                                           | 2016 | Walter                  |                              | 27 år |
| Film         | Victor Frankenstein                                        | 2015 | Igor                    |                              | 26 år |
| Film         | Trainwreck                                                 | 2015 | The Dog Walker          |                              | 26 år |
| Film         | The F Word                                                 | 2014 | Wallace                 |                              | 25 år |
| Film         | Horns                                                      | 2014 | Ig Perrish              |                              | 25 år |
| Film         | Kill Your Darlings                                         | 2013 | Allen Ginsberg          |                              | 24 år |
| Film         | The Woman in Black                                         | 2012 | Arthur Kipps, solicitor |                              | 23 år |
| Film         | The Journey is the Destination                             | 2011 | Dan Eldon               | Filmen er i produktion       | 22 år |
| Film         | Harry Potter og Dødsregalierne - del 2                     | 2011 | Harry Potter            |                              | 22 år |
| Film         | Harry Potter og Dødsregalierne - del 1                     | 2010 | Harry Potter            |                              | 21 år |
| Film         | Harry Potter og Halvblodsprinsen                           | 2009 | Harry Potter            |                              | 20 år |
| Film         | Harry Potter og Fønixordenen                               | 2007 | Harry Potter            |                              | 18 år |
| TV           | My Boy Jack                                                | 2007 | Jack Kipling            |                              | 18 år |
| Teaterstykke | Equus                                                      | 2007 | Alan Strang             | West End, Gielgud Theater    | 18 år |
| Film         | December Boys                                              | 2007 | Maps                    | En 17 årig forældreløs dreng | 18 år |
| TV           | Extras                                                     | 2006 | Drengespejder/Sig selv  |                              | 17 år |
| TV           | Foley and McColl: This Way Up                              | 2005 | Parkeringskontrollør    |                              | 16 år |
| Film         | Harry Potter og Flammernes Pokal                           | 2005 | Harry Potter            |                              | 16 år |
| Film         | Harry Potter og fangen fra Azkaban                         | 2004 | Harry Potter            |                              | 15 år |
| Teaterstykke | The Play What I Wrote                                      | 2002 | Gæst                    | West End, Wyndham Theatre    | 13 år |
| Film         | Harry Potter og Hemmelighedernes Kammer                    | 2002 | Harry Potter            |                              | 13 år |
| Film         | Harry Potter og De Vises Sten                              | 2001 | Harry Potter            |                              | 12 år |
| Film         | The Tailor of Panama                                       | 2001 | Mark Pendel             |                              | 12 år |
| TV           | David Copperfield                                          | 1999 | Ung David Copperfield   |                              | 10 år |

## Priser

### Nomineringer
2007
- Best Movie Actor (Nickelodeon Kids Choice Awards)

2006
- Best Young Actor (Broadcast Film Critics Association Awards)
- Actor of the Year (AOL Moviefone Moviegoer Awards)
- Best Performance by a Young Actor (Saturn Awards)
- Best Hero (MTV Movie Awards)
- Best On-Screen Team (med Emma Watson og Rupert Grint; MTV Movie Awards)

2005
- Best Performance by a Young Actor (Saturn Awards)
- Best Young Actor (Broadcast Film Critics Association Awards)

2003
- Best Performance by a Young Actor (Saturn Awards)
- Best Acting Ensemble (Phoenix Film Critics Society Awards)
- Most Unforgettable Scene (for scenen hvor Harry slås mod basilisken i Harry Potter og Hemmelighedernes Kammer) (American Moviegoer Awards)

2002
- Best Performance by a Young Actor (Saturn Awards)
- Best Young Preformer (Broadcast Film Critics Association Awards)
- Breakthrough Male Performance (MTV Movie Awards)
- Best Newcomer (Phoenix Film Critics Society Awards)
- Best Debut (med Emma Watson og Rupert Grint) (Sony Ericsson Empire Awards)
- Outstanding Actor (American Moviegoer Awards)
- Best Performance in a Feature Film: Leading Young Actor (Young Artist Awards)
- Best Ensemble in a Feature Film (med Emma Watson og Rupert Grint Young Artist Awards)

### Vundne priser
2006
- Best Actor (Cine Awards, Belgium)
- Best Male Film Star (Gold): Otto Awards, 2006

2005
- Best Young Actor (SyFy Portal's SyFy Genre Awards)

2004
- Top 10 Child Stars (RTL Television, Germany)
- Best Breakthrough Male Actor (Star Channel Star Awards, Japan)
- Best Junior Achiever (for seernes' yndlings under-16 gæst i showet Relly Awards)
- Young Talent of the Year (ITV Celebrity Awards)
- Best Movie Actor (K-Zone Kids Awards, Philippines)
- Best Film Star/Actor (hollandsk Kids Choice Awards)

2003
- Best Young Actor (SyFy Portal's SyFy Genre Awards)
- Best Actor (Roadshow Cinema Grand Prix Awards, Japan)

2002
- Person of the Year (Time For Kids)
- Targa d'Oro ("Gold Plate", David di Donatello Awards)
- Outstanding New Talent (Sir James Carreras Award for Variety Club Showbusiness Awards)

2001
- Male Youth Discovery of the Year (Hollywood Women's Press Club)

### Fodnoter
1. ↑  "harrypotter.warnerbros.co.uk". Warner Bros.  (Warner Bros.). Hentet 28. marts 2006.
2. ↑  "npg.org.uk". Daniel Radcliffe Drawing Acquired by National Portrait Gallery. Arkiveret fra originalen 23. maj 2007. Hentet 28. juli 2006.
3. ↑  "Dan and Emma Ace Exams". HPANA. Hentet 15. september 2006.
4. ↑  "undercover.com.au". Daniel Radcliffe Claims Arctic Monkeys as His Own. Arkiveret fra originalen 24. august 2006. Hentet 28. juli 2006.
5. ↑  "dailymail.co.uk". Harry Potter and the £23m fortune. Hentet 28. juli 2006.
6. ↑  "sympatico.ca". Potter's Paycheque. Hentet 9. august 2006.